# Brian Connolly
Brian Francis Connolly (Glasgow, Escocia; 5 de octubre de 1945–Slough, Inglaterra; 9 de febrero de 1997) fue un músico británico, más conocido por ser el vocalista y cofundador de la exitosa banda de glam rock británica Sweet.

## Biografía

### Inicios
Brian Connolly nació el 5 de octubre de 1945 en un hospital de Govanhill, Glasgow, Escocia, de padre desconocido. A la edad de un año, sufrió una meningitis que lo obligó a una hospitalización. Por razones que no trascendieron, allí fue abandonado por su madre biológica (una camarera adolescente llamada Frances Connolly), así que fue adoptado por una enfermera y su esposo, Jim y Helen McManus, originarios de Blantyre, South Lanarkshire. A los doce años se trasladó con su nueva familia a Middlesex, Inglaterra.
Hasta su cumpleaños número 18 fue conocido como Brian Francis McManus, porque nació fuera del matrimonio y fue criado por sus padres adoptivos de apellido McManus. El actor Mark McManus (1935-1994) era un primo de la familia. Se cree que su madre biológica nunca conoció a Connolly en los años sucesivos a su nacimiento.
Cuando se enteró a los 18 años que había sido adoptado, Connolly registró su apellido materno de Connolly, y se matriculó en la Navy Officers College. Sin embargo, después de sólo 18 meses, se determinó que era daltónico, por lo que no podía continuar su educación como oficial.

### Sweet
A continuación, se embarcó en una carrera como cantante en Harefield, Londres. A finales de la década de 1960, Mick Tucker y Brian Connolly fundaron su primera agrupación, llamada Wainwrights Gentlemen.
Esta banda no duró mucho tiempo, por lo que Brian Connolly, Mick Tucker, Steve Priest y Frank Torpey la renombraron en 1968 como Sweetshop, nombre que después evolucionó al definitivo Sweet. Finalmente, el guitarrista Frank Torpey fue reemplazado por Mick Stewart muy pronto y después de sólo un par de sencillos, en 1970 ingresó Andy Scott; con Scott se conformó el cuarteto más exitoso y conocido.
Inicialmente, a partir de 1971, Sweet estuvo dirigido por el dúo de compositores y productores británico Nicky Chinn y Mike Chapman, y luego a partir de 1975, los miembros decidieron seguir su carrera por su propia cuenta. Sweet fue una de las bandas de mayor éxito comercial del género glam rock de los años 70.
Sin embargo, debido a los continuos problemas con el alcohol de Connolly y disputas internas llevaron a que en 1978, Tucker, Scott y Priest decidieran expulsar a su compañero del grupo, aun cuando ya se habían iniciado las sesiones de grabación de su séptimo álbum de estudio.
En consecuencia, Connolly realizó una carrera en solitario paralela, logrando con ello un éxito muy limitado. El liderazgo de la banda lo tomó Andy Scott, quien continuó con otros músicos bajo el nombre de “Andy Scott's Sweet", pero nunca pudo ser capaz de volver a lograr el éxito de la original "The Sweet” con Brian Connolly.
Entre 1982 y 1996, Connolly actuó bajo el nombre de “New Sweet” y posteriormente como “Brian Connolly's Sweet”, en una abierta disputa legal por el uso y la imagen de Sweet.

### Enfermedad y muerte
En 1981, Connolly sufrió su primer ataque cardíaco masivo, crisis que limitó el resto de su carrera artística, al provocarle una ligera parálisis en lado izquierdo de su cuerpo. Aunque nunca se pudo comprobar, se cree que estos problemas estuvieron relacionados con el consumo excesivo de alcohol de Connolly, junto con el uso de una medicina diurética.
En 1988, el productor Mike Chapman contactó a los cuatro miembros de Sweet y les ofreció financiar una sesión de grabaciones con MCA Records en su estudio en Los Ángeles, California, por primera vez en nueve años. Sin embargo, la reunión fue breve y desafortunada; se grabaron algunas versiones de estudio de “Action” y "The Ballroom Blitz", pero la voz de Connolly fue considerada insatisfactoria por los tres miembros restantes y su productor, sumado al mal estado físico del cantante, por lo que decidieron no seguir adelante.
Durante enero de 1997, Connolly tuvo otro ataque cardíaco y fue hospitalizado en Slough. Berkshire. Después de una semana en el hospital, lo abandonó por sus propios medios, pero debió ser readmitido a la semana siguiente. Esta vez no era mucho lo que se podía hacer por él, dada su delicada salud. A la edad de 51 años, Connolly falleció en la madrugada del 9 de febrero de 1997, de una insuficiencia renal, insuficiencia hepática y ataques cardíacos repetidos, atribuido a su alcoholismo crónico anterior.

### Vida personal
En mayo de 1972, Connolly se casó con su primera esposa Marilyn Walsh. El 3 de abril de 1974, nació su primera hija, Nicola, y el 22 de julio de 1977, nació su segunda hija, Michelle. Brian y Marilyn se separaron en 1986 debido a que los problemas de Connolly con el licor ya se habían vuelto insostenibles para ese entonces.
En 1990, se casó con Denise, matrimonio que duró hasta 1994. Su último hijo, Brian James (nacido el 26 de mayo de 1995) nació producto de su relación con Jean (nacida en 1963), a quien había conocido en 1992. Brian James inició una carrera como cantante. En 2013, compitió en el concurso televisivo de talentos The X Factor.

## Discografía

### Con Sweet

#### Álbumes de estudio
- 1971: Funny How Sweet Co-Co Can Be
- 1974: Sweet Fanny Adams
- 1974: Desolation Boulevard
- 1976: Give Us a Wink
- 1977: Off The Record
- 1978: Level Headed

### Como Brian Connolly

#### Sencillos
- «Take Away the Music» (1980) – Polydor Records
- «Don't You Know a Lady» (1980) – Polydor Records
- «Hypnotized» (1982) – Carrere Records, RCA Records

#### Álbumes
- Brian Connolly and The Sweet - Greatest Hits (1986) – new recordings of Sweet singles – Success Records
- Let's Go (1995) – Sweet re-recordings and three new post-Sweet tracks – Bam Records
- Take Away the Music (2004) – compilation of solo singles and demos – Malibu Records

#### Apariciones especiales
- Closed (banda psicodélica belga) - guide vocals on «My Little Girl From Kentucky» y «Spider»
- «Rememer December» por Paper Dolls - coros (1970)
- High Life 20 Original Top Hits (1980) Polydor Germany - Features «Take away the music»
- Sweeter (1998) por Frank Torpey, CD Album - Notable for Brian Connolly's 1997 lead vocal track, «Sharontina» - Frankie Dean Records

#### Libros
- The Man Who Sang Blockbuster (2009) Brian Manly - publicado por Somehitwonder Books